# Monodelphis touan
Monodelphis touan és una espècie de didelfimorf de la família dels opòssums (Didelphidae). Viu a la Guaiana Francesa i els estats brasilers d'Amapá i Pará. Durant molt de temps se'l classificà com a subespècie de M. brevicaudata, però un estudi basat en dades genètiques i morfològiques i publicat el 2012 indicà que es tractava d'una espècie a part.